# Budd-Chiarijev sindrom
Budd-Chiarijev sindrom je zelo redko stanje, ki se pojavi pri eni osebi na milijon odraslih. Pri tem sindromu zaradi zapore jetrne žile pride do otekanja jeter, kar se kaže s klasično triado bolečine v trebuhu, ascitesa in povečanja jeter. Nastanek krvnega strdka znotraj jetrnih ven privede do Budd-Chiarijevega sindroma. Lahko je fulminanten, akuten, kroničen ali asimptomatski. Imenuje se po britanskem zdravniku Georgeu Buddu in avstrijskem patologu Hansu Chiariju.

## Znaki in simptomi
Akutni sindrom se kaže kot hitra progresivna huda bolečina v zgornjem delu trebuha, rumeno obarvanje kože in beločnic, jetra in vranica se povečajo, v peritonealni votlini se kopiči tekočina, povišajo se jetrne encimi in sčasoma se razvije encefalopatija. Fulminantni sindrom se kaže z encefalopatijo in ascitesom, lahko pa se pojavita tudi odmiranje jetrnih celic in huda acidoza. Pri jetrih se pogosto poveča kaudatni lobus. Pri večini bolnikov se sindrom razvije počasi, kar je lahko neboleče. Okoli zapore se lahko tvori sistem venskih kolateral, kar lahko pri slikanju vidimo kot pajkovo mrežo. Bolniki lahko napredujejo v cirozo in kažejo znake odpovedi jeter.
Naključno odkritje asimptomatske oblike ni vzrok za zaskrbljenost.

## Vzroki
Vzrok se lahko odkrije pri več kot 80 % bolnikov.
Primarni Budd-Chiarijev sindrom (75 %): tromboza jetrne vene.
Tromboza v jetrnih venah je povezana z naslednjimi stanji, zapisanimi po padajoči pogostosti:
1. Policitemija vera
2. Nosečnost
3. Stanje po porodu
4. Uporaba peroralnih kontraceptivov
5. Paroksizmalna nočna hemoglobinurija
6. Hepatocelularni karcinom
7. Lupusni antikoagulanti

Sekundarni Budd-Chiarijev sindrom (25 %): zapora vene zaradi pritiska od zunaj, na primer tumorja.
Budd-Chiarijev sindrom se lahko pojavi tudi pri okužbah, kot je tuberkuloza, ali pri stenozi spodnje votle vene.
Včasih je znano, da je bolnik nagnjen k trombozi, včasih pa je Budd-Chiarijev sindrom njen prvi znak. Primeri podedovane nagnjenosti k trombozi so pomanjkanje proteina C, pomanjkanje proteina S, mutacija faktor V Leiden, dedno pomanjkanje antitrombina in protrombinska mutacija G20210A. Pomemben negenetski dejavnik tveganja je uporaba estrogenskih (kombiniranih) oblik hormonske kontracepcije. Drugi dejavniki tveganja vključujejo antifosfolipidni sindrom, aspergilozo, Behçetovo bolezen, uporabo dakarbazina, nosečnost in travmo.
Mnogi bolniki imajo Budd-Chiarijev sindrom kot zaplet policitemije vere (mieloproliferativne bolezni rdečih krvničk). Bolniki, ki trpijo zaradi paroksizmalne nočne hemoglobinurije (PNH), so še posebej izpostavljeni tveganju za Budd-Chiarijev sindrom, in sicer bolj kot druge oblike trombofilije: pri do 39 % bolnikov se razvije venska tromboza in 12 % jih lahko razvije Budd-Chiarijev sindrom.
Povezano stanje je venookluzivna bolezen, ki se pojavlja pri prejemnikih presaditev kostnega mozga kot zaplet uporabljenega zdravila. Čeprav je mehanizem podoben, se ne šteje za obliko Budd-Chiarijevega sindroma.

## Patofiziologija
Kakršnakoli zapora jetrnega venskega sistema od venul do desnega atrija je opisana kot Budd-Chiarijev sindrom. To vodi do povišanega tlaka v portalni veni in jetrnih sinusoidah, saj pretok krvi stagnira. Povečan portalni tlak posledično povzroči povečano filtracijo žilne tekočine s tvorbo ascitesa v trebuhu in povečan venski tok skozi kolaterale, s čimer nastanejo varice v požiralniku, želodcu in danki. Zapora povzroči tudi centrilobularno nekrozo in spremembo perifernega maščevja zaradi ishemije. Lahko se pojavi tudi okvara ledvic, saj telo zaznava premalo volumna, zato aktivira renin-angiotenzinski-aldosteronski sistem in s tem prekomerno zadržuje natrij.

## Diagnostika
Ob sumu na Budd-Chiarijev sindrom se izmeri raven jetrnih encimov in drugih organskih markerjev, kot so kreatinin, sečnina, elektroliti in LDH.
Budd-Chiarijev sindrom se najpogosteje diagnosticira z ultrazvokom trebuha in retrogradno angiografijo. Ultrazvok lahko pokaže obliteracijo jetrnih ven, trombozo ali stenozo, žile v obliki pajkove mreže ali velike kolaterale, ki nadomestijo normalno veno. Računalniška tomografija (CT) in magnetnoresonančno slikanje (MRI) se včasih uporabita, vendar ti metodi splošno nista tako občutljivi. Biopsija jeter je nespecifična, vendar je včasih nujno potrebna za razlikovanje med Budd-Chiarijevim sindromom in drugimi vzroki hepatomegalije in ascitesa, kot sta galaktosemija in Reyev sindrom.

## Zdravljenje
Manjši del bolnikov je mogoče zdraviti z omejitvijo natrija, diuretiki za uravnavanje ascitesa, antikoagulanti, kot sta heparin in varfarin, ter splošnim zdravljenjem simptomov. Večina bolnikov potrebuje nadaljnje ukrepe. Blažje oblike Budd-Chiarijevega sindroma se lahko zdravi s kirurškimi šanti oziroma obvodi, s katerimi se preusmeri tok krvi okoli zapore ali samih jeter. Šant je potrebno narediti zgodaj po postavitvi diagnoze za najboljše rezultate. Transjugularni intrahepatični portosistemski obvod (TIPS) je podoben kirurškim šantom – doseže isti cilj, vendar ima nižjo s posegom povezano smrtnostjo, kar je velika prednost. Če so blokirane vse jetrne vene, se izvede DIPS – neposredni intrahepatični portokavalni spoj. Bolniki s stenozo ali zaporo spodnje votle vene so kandidati za angioplastiko. Omejene študije trombolize z neposredno infuzijo urokinaze in tkivnega aktivatorja plazminogena v veno z zaporo so pokazale zmeren uspeh pri zdravljenju Budd-Chiarijevega sindroma, vendar ta metoda še ni v rutinski rabi.
Presaditev jeter je učinkovit način zdravljenja Budd-Chiarijevega sindroma. Na splošno se jo izvede pri bolnikih s fulminantno odpovedjo jeter, neuspešnimi obvodi ali napredovanjem ciroze, ki zmanjša pričakovano življenjsko dobo na 1 leto. Dolgotrajno preživetje po presaditvi se giblje med 69 in 87 %. Najpogostejši zapleti so zavrnitev, arterijske ali venske tromboze in krvavitev zaradi antikoagulacije. Pri do 10 % bolnikov se lahko po presaditvi ponovi Budd-Chiarijev sindrom.

## Prognoza
Opravljenih je bilo več študij, s katerimi so želeli predvideti preživetje bolnikov z Budd-Chiarijevim sindromom. Splošno skoraj 2/3 bolnikov preživita 10 let. Pomembni negativni prognostični indikatorji so ascites, encefalopatija, visok seštevek po Child-Pughovi lestvici, podaljšan protrombinski čas in spremenjene ravni serumov različnih snovi, kot so natrij, kreatinin, albumin in bilirubin. Preživetje je prav tako močno odvisno od osnovnega vzroka Budd-Chiarijevega sindroma. Tako na primer bolnik z osnovno mieloproliferativno motnjo lahko napreduje v akutno levkemijo neodvisno od Budd-Chiarijevega sindroma.